# Den Sorte Hætte
Den Sorte Hætte er en dansk stumfilm fra 1911 produceret af Nordisk Films Kompagni og instrueret af William Augustinus efter manuskript af en Hr. Ravn Jensen (muligvis skuespilforfatteren Johannes Ravn-Jonsen).

## Handling
Sherlock Holmes engageres til at lokalisere en ægtemand taget til fange af "Den sorte Hætte".

## Medvirkende
- Lauritz Olsen - Sherlock Holmes
- Waldemar Hansen - Sagfører
- Julie Henriksen - Sagførerens kone
- Otto Lagoni - Kontorist
- Frederik Jacobsen - Lord Capetown
- Parly Petersen
- Otto Detlefsen
- Axel Boesen - Skurk
- Axel Schultz
- Franz Skondrup
- Svend Cathala
- Carl Schenstrøm - Politibetjent